# تامیکا کلمنز
تامیکا ای. کلمنز یک زیست‌شیمی‌دان آفریقایی‌آمریکایی در هیوستون، تگزاس است. کلمنز دارای عنوان استاد بالینی بیوشیمی در دپارتمان علوم زیست‌پزشکی است. پژوهش‌های او بر بررسی ارتباط میان دیابت نوع دوم و بیماری آلزایمر تمرکز دارد؛ از راه تحلیل شبکه‌های سیگنال‌دهی بیوشیمیایی غیرطبیعی در سلول‌های بتای پانکراس و سلول‌های عصبی که به مرگ سلولی در دیابت نوع دوم و بیماری آلزایمر منجر می‌شوند. کلمنز یکی از دریافت‌کنندگان نخستین دوره بورسیه برنامه دکترای اقلیت‌ها از بنیاد آلفرد پی. اسلون بود و در سال ۲۰۲۰، از سوی سل‌پرس به‌عنوان یکی از ۱۰۰ دانشمند سیاه‌پوست الهام‌بخش در آمریکا انتخاب شد.

## دوران اولیه زندگی و تحصیلات
در سال ۱۹۹۸، کلمنز آموزش تحصیلات تکمیلی خود را در رشته بیوشیمی در دانشکده پزشکی مهری در نشویل، تنسی آغاز کرد. او در گروه بیوشیمی و تحت راهنمایی اکسون چوئی تحصیل کرد. در سال ۱۹۹۹، کلمنز یکی از ۲۲ پژوهشگری بود که بورسیه برنامه دکترای اقلیت‌ها از بنیاد آلفرد پی. اسلون را دریافت کرد و به یکی از اعضای این بورسیه تبدیل شد. از سال ۲۰۰۰ تا ۲۰۰۲، کلمنز در هر سال موفق به دریافت کمک‌هزینه پیشادکترای فردی برای خدمات ملی پژوهشی از مؤسسه ملی سلامت به‌عنوان بخشی از برنامه بورسیه پیشادکترای اقلیت‌ها شد. در دوران دکترای خود، کلمنز سازوکارهایی را بررسی کرد که در آن‌ها تحریک توسط IgE منجر به ورود کلسیم به درون یاخته‌های ماست‌سل و ترشح سایتوکاین‌ها می‌شود که در نهایت به بروز علائم آلرژی منجر می‌گردد. او این فرضیه را مطرح کرد که سیگنال‌دهی sphingosine kinase (SK) مرتبط با غشای سلول، که منجر به آزادسازی sphingosine 1-phosphate در شبکه آندوپلاسمی می‌شود، در بسیج کلسیم در ماست‌سل‌ها نقش دارد، در کنار سازوکارهایی که پیش‌تر برای IP3 کشف شده بود. کلمنز و تیمش در مهری دریافتند که هر دو مسیر IP3 و SK برای بسیج کلسیم پس از اتصال آنتی‌ژن به ماست‌سل‌ها ضروری‌اند و همچنین مشخص کردند که سیگنال‌دهی SK به‌تنهایی برای این فرایند کافی نیست. پایان‌نامه دکترای کلمنز با عنوان «اثرات sphingosine 1-phosphate در پاسخ Ca2+ میانجی‌شده از راه FcεRI» بود. او تحصیلات دکترای خود را در سال ۲۰۰۳ به پایان رساند.

## حرفه و پژوهش
در سال ۲۰۰۴، کلمنز در دوران زندگی خود در منطقه کلان‌شهری آتلانتا، جورجیا، شعبه شهرستان کلِیتن انجمن آلفا کاپا آلفا را بنیان‌گذاری کرد. در سال ۲۰۱۵، کلمنز به‌عنوان استادیار بیوشیمی در گروه علوم زیست‌پزشکی در دانشکدهٔ پزشکی هومر استرایکر دانشگاه میشیگان غربی منصوب شد. او با لوئیس پریرا در همین مؤسسه همکاری کرد و مقاله‌ای دربارهٔ تأثیر رادیکال‌های هیدروکسیل پس از ایسکمی-پرفیوژن منتشر ساخت. دکتر کلمنز یک سال در این جایگاه فعالیت کرد و سپس به‌عنوان استادیار در گروه شیمی و بیوشیمی کالج اسپلمن در آتلانتا، جورجیا مشغول به کار شد. در طول فعالیتش در اسپِلمن، کلمنز درس‌های گوناگونی در مقطع کارشناسی تدریس کرد، از جمله شیمی عمومی، بیوشیمی، پژوهش کارشناسی در شیمی، و بیوشیمی پیشرفته.
در سال ۲۰۲۰، کلمنز به مؤسسه پیشین خود، دانشکده پزشکی مهری، بازگشت و به‌عنوان استادیار بیوشیمی استخدام شد.
در سال ۲۰۲۳، کلمنز یک سمت در دانشکدهٔ پزشکی خانوادهٔ تیلمان ج. فرتیتا در دانشگاه هیوستون پذیرفت.
کلمنز به‌طور فعال در آموزش و راهنمایی مشارکت دارد. در سال ۲۰۱۸، به‌عنوان پژوهشگر اصلی در کالج اسپلمن، بخشی از پروژه تور معرفی فناوری‌های ناسا برای دانشگاه‌ها و مؤسسه‌های سنتی سیاه‌پوستان و مؤسسه‌های خدمت‌رسان به اقلیت‌ها بود. از سال ۲۰۱۹ تا ۲۰۲۲، او سخنران همایش سالانهٔ تحقیقات زیست‌پزشکی برای دانشجویان اقلیت (AMBRCMS) با موضوع «برنامه‌های پس از کارشناسی، نکاتی برای ارسال موفق درخواست، و توصیه‌هایی برای گذراندن یک سال فاصله» بوده است. و در سال ۲۰۲۲ به‌عنوان سخنران اصلی در گردهمایی سالانهٔ برنامهٔ زیست‌شناسی سلولی و مولکولی (CMB) دانشگاه میشیگان دعوت شد. کلمنز همچنین عضو وابستهٔ مرکز التهاب عصبی و بیماری‌های قلبی‌متابولیک در دانشگاه ایالتی جورجیا است.

### نارسایی سلول‌های بتا
کلمنز مسیرهای سیگنال‌دهی بیوشیمیایی غیرطبیعی را که منجر به مرگ سلول‌های بتا در دیابت نوع دوم می‌شوند بررسی می‌کند. او در پی آن است که دریابد چگونه آمیلین و پروتئین غیرفعال‌سازی اتصال ۲ (UPC2) در شرایط سلامت و بیماری عمل می‌کنند. با بررسی نقش UPC2 (که به‌عنوان سرکوب‌کنندهٔ اثر رادیکال‌های آزاد شناخته می‌شود) بر عملکرد آمیلین، کلمنز امیدوار است دریابد که چگونه می‌توان از مرگ سلول‌های بتا جلوگیری کرد. این پژوهش به حوزهٔ نورودژنراسیون نیز گسترش می‌یابد، زیرا کلمنز همچنین در پی آن است که بررسی کند چگونه UCP2 ممکن است برای کنترل عملکردهای آمیلین در نورون‌ها به‌کار رود تا از تحلیل عصبی جلوگیری شود.